# Sphinx subpallida
Sphinx subpallida är en fjärilsart som beskrevs av Tutt 1904. Sphinx subpallida ingår i släktet Sphinx och familjen svärmare. Inga underarter finns listade i Catalogue of Life.